# Collegio di North Shropshire
North Shropshire è un collegio elettorale inglese situato nello Shropshire, nelle Midlands Occidentali, rappresentato alla Camera dei comuni del Parlamento del Regno Unito. Elegge un membro del parlamento con il sistema first-past-the-post, ossia maggioritario a turno unico; l'attuale parlamentare è Helen Morgan, dei Liberal Democratici, eletta il 16 dicembre 2021 con elezioni suppletive.

## Estensione

North Shropshire dal 1997 al 2024

- 1832-1885: le centine di Oswestry, Pimhill, North Bradford e South Bradford e la Libertà di Shrewsbury.
- 1983-1997: Il distretto del North Shropshire, il Borough di Oswestry, e i ward del distretto di The Wrekin di Church Aston, Edgmond, Ercall Magna, Newport East, Newport North e Newport West.
- 1997–2024: il distretto del North Shropshire e il Borough of Oswestry.
- dal 2024: i distretti elettorali della contea dello Shropshire di Ellesmere Urban; Gobowen, Selattyn and Weston Rhyn; Llanymynech; Market Drayton East; Market Drayton West; Oswestry East; Oswestry South; Oswestry West; Prees; Ruyton and Baschurch; St. Martin’s; St. Oswald; Shawbury; The Meres; Wem; Whitchurch North; Whitchurch South e Whittington.[1]

Il collegio è rurale e si trova a nord di Shrewsbury, a ovest di Newcastle-under-Lyme e a sud del Cheshire.

## Membri del parlamento
| Elezione | Elezione           | Elezione     | Primo deputato         | Primo partito       | Secondo deputato | Secondo partito  |
| -------- | ------------------ | ------------ | ---------------------- | ------------------- | ---------------- | ---------------- |
|          |                    | 1832         | Sir Rowland Hill       | Tory                | John Cotes       | Whigs            |
|          | 1834               | Conservatore | Sir Rowland Hill       |                     | John Cotes       | Whigs            |
|          | 1835               | Conservatore | Sir Rowland Hill       | William Ormsby-Gore | Conservatore     |                  |
| 1843 (S) | Edward Herbert     | Conservatore |                        | William Ormsby-Gore | Conservatore     |                  |
| 1848 (S) | John Whitehall Dod | Conservatore |                        | William Ormsby-Gore | Conservatore     |                  |
| 1857     | John Whitehall Dod | Conservatore | Rowland Hill           |                     | Conservatore     |                  |
| 1859     | John Ormsby-Gore   | Conservatore | Rowland Hill           |                     | Conservatore     |                  |
| 1865     | John Ormsby-Gore   | Conservatore | Charles Cust           |                     | Conservatore     |                  |
| 1866 (S) | John Ormsby-Gore   | Conservatore | Adelbert Brownlow-Cust |                     | Conservatore     |                  |
| 1867 (S) | John Ormsby-Gore   | Conservatore | George Bridgeman       |                     | Conservatore     |                  |
| 1876 (S) | Stanley Leighton   | Conservatore | George Bridgeman       |                     | Conservatore     |                  |
|          |                    | 1885         | Collegio abolito       | Collegio abolito    | Collegio abolito | Collegio abolito |

| Elezione | Elezione      | Deputato     | Partito             |
| -------- | ------------- | ------------ | ------------------- |
|          | 1983          | John Biffen  | Conservatore        |
| 1997     | Owen Paterson |              | Conservatore        |
|          | 2021 (S)      | Helen Morgan | Liberal Democratici |

## Elezioni

### Elezioni negli anni 2020
| Partito                    | Partito                              | Candidato                  | Risultati 4 luglio 2024 | Risultati 4 luglio 2024 |
| Partito                    | Partito                              | Candidato                  | Voti                    | %                       |
| -------------------------- | ------------------------------------ | -------------------------- | ----------------------- | ----------------------- |
|                            | Lib Dem                              | Helen Morgan               | 26 214                  | 52,86                   |
|                            | Conservatore                         | Simon Baynes               | 10 903                  | 21,98                   |
|                            | Reform UK                            | Mark Whittle               | 7 687                   | 15,50                   |
|                            | Laburista                            | Natalie Rowley             | 3 423                   | 6,90                    |
|                            | Verdi                                | Craig Emery                | 1 234                   | 2,49                    |
|                            | Indipendente                         | Samuel Cladingbowl         | 133                     | 0,27                    |
|                            |                                      |                            |                         |                         |
| Iscritti                   | Iscritti                             | Iscritti                   | 77 573                  | 100,00                  |
| ↳ Votanti (% su iscritti)  | ↳ Votanti (% su iscritti)            | ↳ Votanti (% su iscritti)  | 49 594                  | 63,93                   |
| ↳ Astenuti (% su iscritti) | ↳ Astenuti (% su iscritti)           | ↳ Astenuti (% su iscritti) | 27 979                  | 36,07                   |
|                            |                                      |                            |                         |                         |
|                            | Esito: collegio confermato a Lib Dem |                            |                         |                         |

| Partito                    | Partito                                         | Candidato                  | Risultati 16 dicembre 2021 | Risultati 16 dicembre 2021 |
| Partito                    | Partito                                         | Candidato                  | Voti                       | %                          |
| -------------------------- | ----------------------------------------------- | -------------------------- | -------------------------- | -------------------------- |
|                            | Lib Dem                                         | Helen Morgan               | 17 957                     | 47,23                      |
|                            | Conservatore                                    | Neil Shastri-Hurst         | 12 032                     | 31,64                      |
|                            | Laburista                                       | Ben Wood                   | 3 686                      | 9,69                       |
|                            | Verdi                                           | Duncan Kerr                | 1 738                      | 4,57                       |
|                            | Reform UK                                       | Kirsty Walmsley            | 1 427                      | 3,75                       |
|                            | UKIP                                            | Andrea Allen               | 378                        | 0,99                       |
|                            | Reclaim Party                                   | Martin Daubney             | 375                        | 0,99                       |
|                            | Monster Raving Loony                            | Alan "Howling Laud" Hope   | 118                        | 0,31                       |
|                            | Indipendente                                    | Suzie Akers-Smith          | 95                         | 0,25                       |
|                            | Heritage                                        | James Elliot               | 79                         | 0,21                       |
|                            | Rejoin EU                                       | Boris Been Bunged          | 58                         | 0,15                       |
|                            | Freedom Alliance                                | Earl Jesse                 | 57                         | 0,15                       |
|                            | Party Party                                     | Russell Dean               | 19                         | 0,05                       |
|                            | —                                               | Yolande Kenward            | 3                          | 0,01                       |
|                            |                                                 |                            |                            |                            |
| Iscritti                   | Iscritti                                        | Iscritti                   | 82 311                     | 100,00                     |
| ↳ Votanti (% su iscritti)  | ↳ Votanti (% su iscritti)                       | ↳ Votanti (% su iscritti)  | 38 110                     | 46,30                      |
| ↳ Astenuti (% su iscritti) | ↳ Astenuti (% su iscritti)                      | ↳ Astenuti (% su iscritti) | 44 201                     | 53,70                      |
|                            |                                                 |                            |                            |                            |
|                            | Esito: collegio passa da Conservatore a Lib Dem |                            |                            |                            |

### Elezioni negli anni 2010
| Partito                    | Partito                                   | Candidato                  | Risultati 12 dicembre 2019 | Risultati 12 dicembre 2019 |
| Partito                    | Partito                                   | Candidato                  | Voti                       | %                          |
| -------------------------- | ----------------------------------------- | -------------------------- | -------------------------- | -------------------------- |
|                            | Conservatore                              | Owen Paterson              | 35 444                     | 62,72                      |
|                            | Laburista                                 | Graeme Currie              | 12 495                     | 22,11                      |
|                            | Lib Dem                                   | Helen Morgan               | 5 643                      | 9,99                       |
|                            | Verdi                                     | John Adams                 | 1 790                      | 3,17                       |
|                            | Shropshire Party                          | Robert Jones               | 1 141                      | 2,02                       |
|                            |                                           |                            |                            |                            |
| Iscritti                   | Iscritti                                  | Iscritti                   | 83 257                     | 100,00                     |
| ↳ Votanti (% su iscritti)  | ↳ Votanti (% su iscritti)                 | ↳ Votanti (% su iscritti)  | 56 513                     | 67,88                      |
| ↳ Astenuti (% su iscritti) | ↳ Astenuti (% su iscritti)                | ↳ Astenuti (% su iscritti) | 26 744                     | 32,12                      |
|                            |                                           |                            |                            |                            |
|                            | Esito: collegio confermato a Conservatore |                            |                            |                            |

| Partito                    | Partito                                   | Candidato                  | Risultati 8 giugno 2017 | Risultati 8 giugno 2017 |
| Partito                    | Partito                                   | Candidato                  | Voti                    | %                       |
| -------------------------- | ----------------------------------------- | -------------------------- | ----------------------- | ----------------------- |
|                            | Conservatore                              | Owen Paterson              | 33 642                  | 60,51                   |
|                            | Laburista                                 | Graeme Currie              | 17 287                  | 31,09                   |
|                            | Lib Dem                                   | Tom Thornhill              | 2 948                   | 5,30                    |
|                            | Verdi                                     | Duncan Kerr                | 1 722                   | 3,10                    |
|                            |                                           |                            |                         |                         |
| Iscritti                   | Iscritti                                  | Iscritti                   | 80 578                  | 100,00                  |
| ↳ Votanti (% su iscritti)  | ↳ Votanti (% su iscritti)                 | ↳ Votanti (% su iscritti)  | 55 599                  | 69,00                   |
| ↳ Astenuti (% su iscritti) | ↳ Astenuti (% su iscritti)                | ↳ Astenuti (% su iscritti) | 24 979                  | 31,00                   |
|                            |                                           |                            |                         |                         |
|                            | Esito: collegio confermato a Conservatore |                            |                         |                         |

| Partito                    | Partito                                   | Candidato                  | Risultati 7 maggio 2015 | Risultati 7 maggio 2015 |
| Partito                    | Partito                                   | Candidato                  | Voti                    | %                       |
| -------------------------- | ----------------------------------------- | -------------------------- | ----------------------- | ----------------------- |
|                            | Conservatore                              | Owen Paterson              | 27 041                  | 51,49                   |
|                            | Laburista                                 | Graeme Currie              | 10 457                  | 19,91                   |
|                            | UKIP                                      | Andrea Allen               | 9 262                   | 17,64                   |
|                            | Lib Dem                                   | Tom Thornhill              | 3 184                   | 6,06                    |
|                            | Verdi                                     | Duncan Kerr                | 2 575                   | 4,90                    |
|                            |                                           |                            |                         |                         |
| Iscritti                   | Iscritti                                  | Iscritti                   | 77 637                  | 100,00                  |
| ↳ Votanti (% su iscritti)  | ↳ Votanti (% su iscritti)                 | ↳ Votanti (% su iscritti)  | 52 519                  | 67,65                   |
| ↳ Astenuti (% su iscritti) | ↳ Astenuti (% su iscritti)                | ↳ Astenuti (% su iscritti) | 25 118                  | 32,35                   |
|                            |                                           |                            |                         |                         |
|                            | Esito: collegio confermato a Conservatore |                            |                         |                         |

| Partito                    | Partito                                   | Candidato                  | Risultati 6 maggio 2010 | Risultati 6 maggio 2010 |
| Partito                    | Partito                                   | Candidato                  | Voti                    | %                       |
| -------------------------- | ----------------------------------------- | -------------------------- | ----------------------- | ----------------------- |
|                            | Conservatore                              | Owen Paterson              | 26 692                  | 51,46                   |
|                            | Lib Dem                                   | Ian Croll                  | 10 864                  | 20,95                   |
|                            | Laburista                                 | Ian McLaughlan             | 9 406                   | 18,13                   |
|                            | UKIP                                      | Sandra List                | 2 432                   | 4,69                    |
|                            | BNP                                       | Phil Reddall               | 1 667                   | 3,21                    |
|                            | Verdi                                     | Steve Boulding             | 808                     | 1,56                    |
|                            |                                           |                            |                         |                         |
| Iscritti                   | Iscritti                                  | Iscritti                   | 78 948                  | 100,00                  |
| ↳ Votanti (% su iscritti)  | ↳ Votanti (% su iscritti)                 | ↳ Votanti (% su iscritti)  | 51 869                  | 65,70                   |
| ↳ Astenuti (% su iscritti) | ↳ Astenuti (% su iscritti)                | ↳ Astenuti (% su iscritti) | 27 079                  | 34,30                   |
|                            |                                           |                            |                         |                         |
|                            | Esito: collegio confermato a Conservatore |                            |                         |                         |

### Elezioni negli anni 2000
| Partito                    | Partito                                   | Candidato                  | Risultati 5 maggio 2005 | Risultati 5 maggio 2005 |
| Partito                    | Partito                                   | Candidato                  | Voti                    | %                       |
| -------------------------- | ----------------------------------------- | -------------------------- | ----------------------- | ----------------------- |
|                            | Conservatore                              | Owen Paterson              | 23 061                  | 49,58                   |
|                            | Laburista                                 | Sandra Samuels             | 12 041                  | 25,89                   |
|                            | Lib Dem                                   | Steve Bourne               | 9 175                   | 19,73                   |
|                            | UKIP                                      | Ian Smith                  | 2 233                   | 4,80                    |
|                            |                                           |                            |                         |                         |
| Iscritti                   | Iscritti                                  | Iscritti                   | 75 749                  | 100,00                  |
| ↳ Votanti (% su iscritti)  | ↳ Votanti (% su iscritti)                 | ↳ Votanti (% su iscritti)  | 46 510                  | 61,40                   |
| ↳ Astenuti (% su iscritti) | ↳ Astenuti (% su iscritti)                | ↳ Astenuti (% su iscritti) | 29 239                  | 38,60                   |
|                            |                                           |                            |                         |                         |
|                            | Esito: collegio confermato a Conservatore |                            |                         |                         |

| Partito                    | Partito                                   | Candidato                  | Risultati 7 giugno 2001 | Risultati 7 giugno 2001 |
| Partito                    | Partito                                   | Candidato                  | Voti                    | %                       |
| -------------------------- | ----------------------------------------- | -------------------------- | ----------------------- | ----------------------- |
|                            | Conservatore                              | Owen Paterson              | 22 631                  | 48,65                   |
|                            | Laburista                                 | Mike Ion                   | 16 390                  | 35,23                   |
|                            | Lib Dem                                   | Ben Jephcott               | 5 945                   | 12,78                   |
|                            | UKIP                                      | David Trevanion            | 1 165                   | 2,50                    |
|                            | Indipendente                              | Russell Maxfield           | 389                     | 0,84                    |
|                            |                                           |                            |                         |                         |
| Iscritti                   | Iscritti                                  | Iscritti                   | 73 724                  | 100,00                  |
| ↳ Votanti (% su iscritti)  | ↳ Votanti (% su iscritti)                 | ↳ Votanti (% su iscritti)  | 46 520                  | 63,10                   |
| ↳ Astenuti (% su iscritti) | ↳ Astenuti (% su iscritti)                | ↳ Astenuti (% su iscritti) | 27 204                  | 36,90                   |
|                            |                                           |                            |                         |                         |
|                            | Esito: collegio confermato a Conservatore |                            |                         |                         |

## Risultati dei referendum

### Referendum sulla permanenza del Regno Unito nell'Unione europea del 2016
|             | Collegio         | Lasciare UE % | Rimanere in UE % |
| ----------- | ---------------- | ------------- | ---------------- |
|             | North Shropshire | 59,4%         | 40,6%            |
| Inghilterra | 53,3%            | 46,7%         |                  |
| Regno Unito | 51,9%            | 48,1%         |                  |